# Oligoclada monosticha
Oligoclada monosticha – gatunek ważki z rodziny ważkowatych (Libellulidae). Występuje na terenie Ameryki Południowej.